# Notker III.

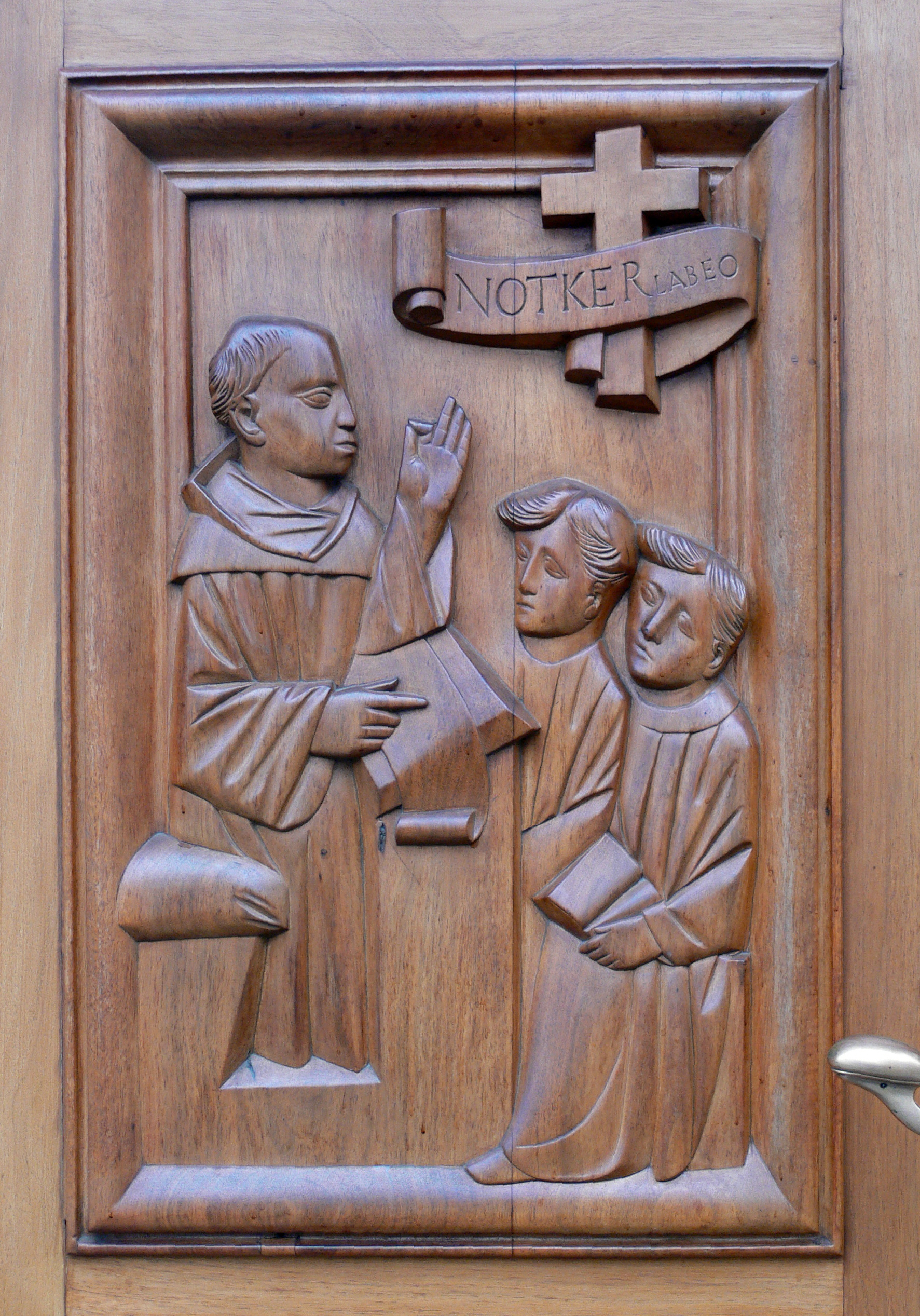
Notker Labeo, Fantasieporträt (Relief an der Tür der Stiftskirche St. Gallen)

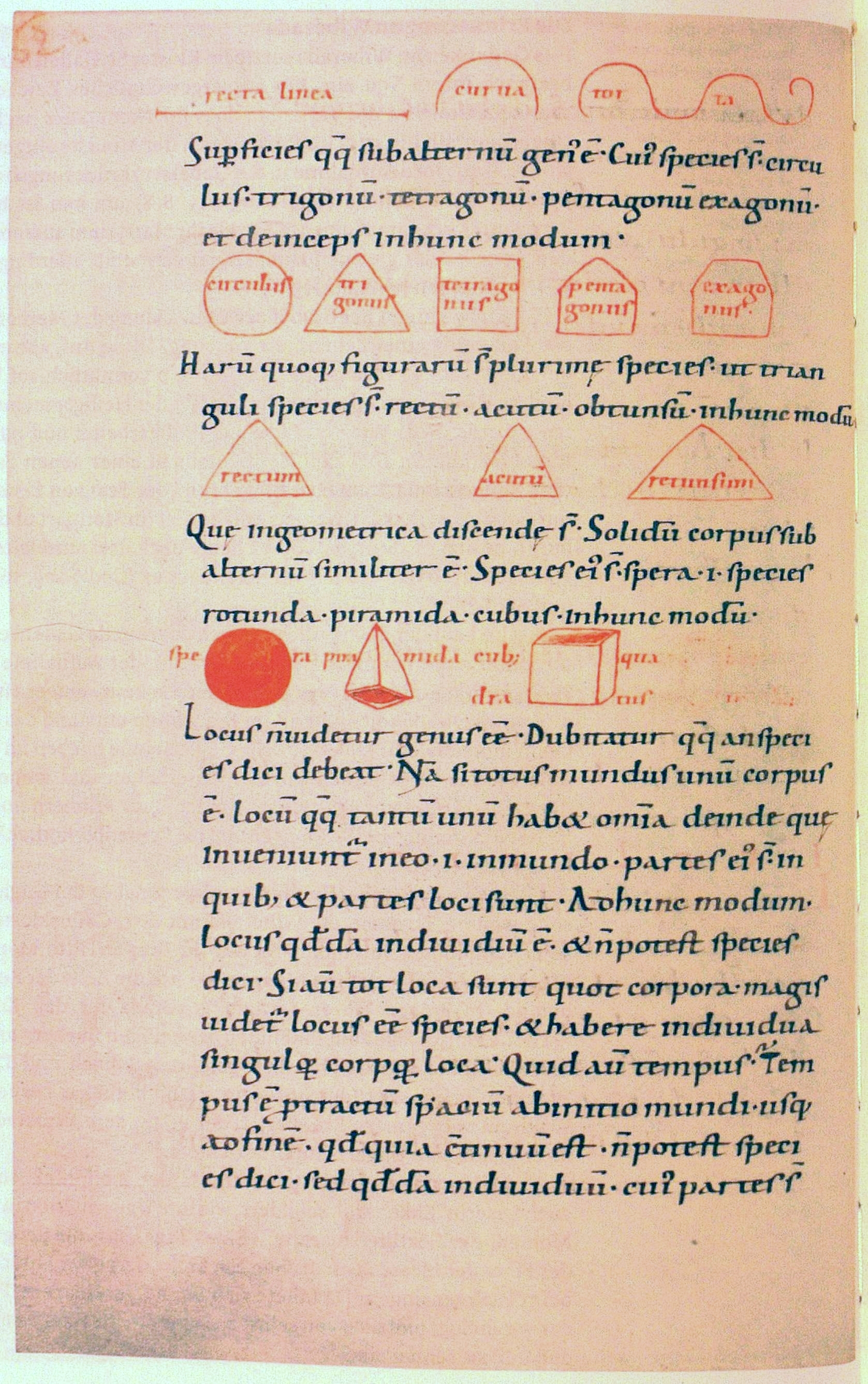
Zeichnung und Erklärung geometrischer Figuren nach Aristoteles in Notkers Kommentar zu den Kategorien in der Handschrift St. Gallen, Stiftsbibliothek, Cod. Sang. 818, Seite 62 (11. Jahrhundert)

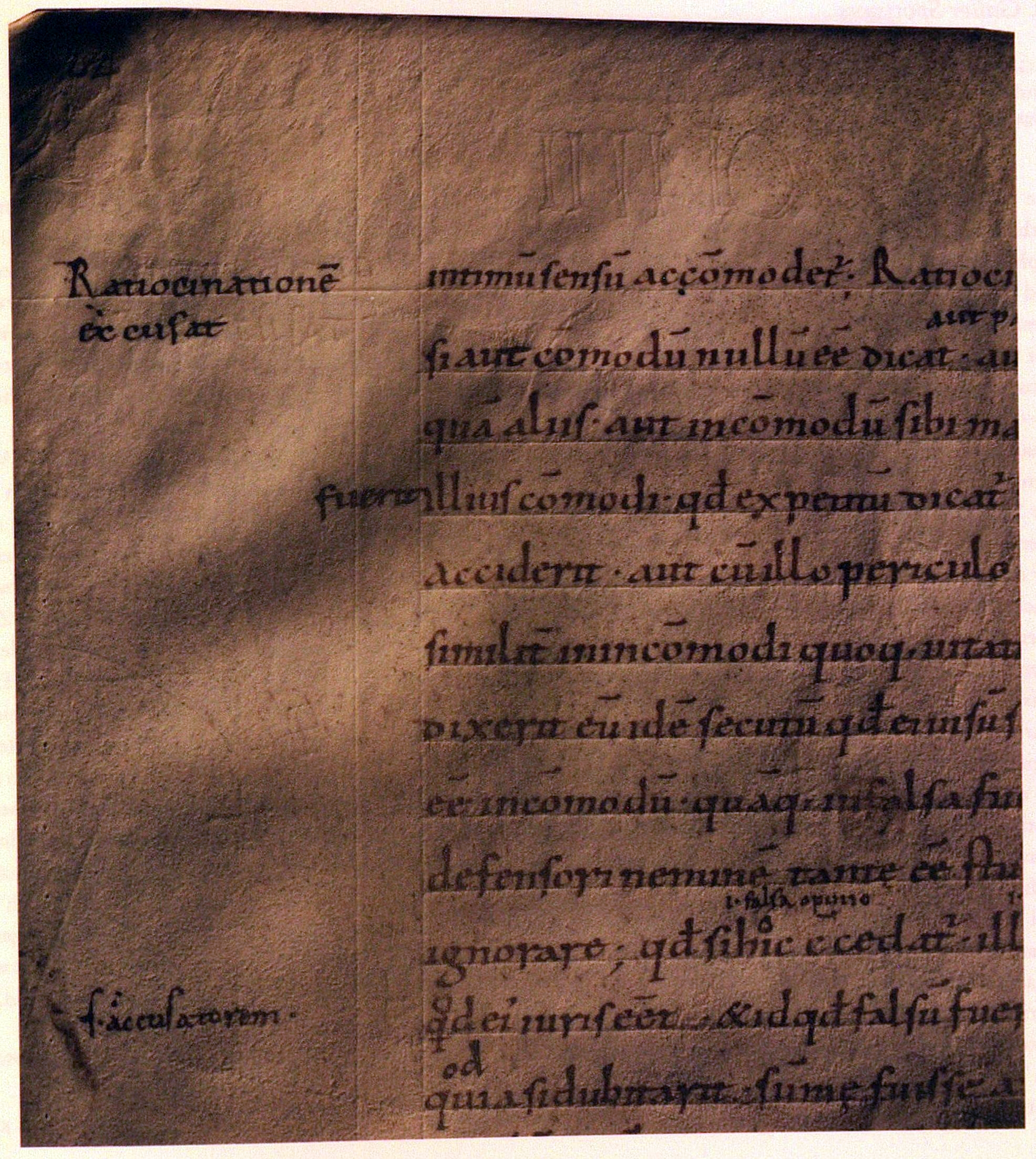
Glossen Notkers in einer Handschrift von Ciceros De inventione. St. Gallen, Stiftsbibliothek, Cod. Sang. 820, Seite 124 (10. Jahrhundert)

Notker III., genannt Notker der Deutsche (lateinisch Notker Teutonicus oder Notker Labeo; * um 950 im Thurgau; † 28. Juni 1022 in St. Gallen), war ein Schweizer Benediktinermönch und Leiter der Klosterschule in St. Gallen. Er war einer der ersten Aristoteles-Kommentatoren des Mittelalters, und seine kommentierenden Übersetzungen biblischer und antiker Schriften ins Deutsche sind eine Hauptquelle für unser Wissen über das Spätalthochdeutsche und das Altalemannische.

## Leben
Notker übersetzte einzelne Werke der antiken lateinischen Literatur, die im Frühmittelalter zum Pensum der Klosterschulen gehörten, in das Althochdeutsche. Bedeutend ist insbesondere seine Übersetzung und Kommentierung des Psalters. Zu den von ihm übersetzten Autoren gehören ausserdem Boethius, Martianus Capella sowie das Buch Hiob aus dem Alten Testament. Von Boethius übersetzte er unter anderem Aristoteles-Übertragungen und -Kommentare.
Notker starb an den Folgen einer Infektionskrankheit, welche Teilnehmer des Italien-Feldzugs Kaiser Heinrichs II. nach St. Gallen eingeschleppt hatten.

## Werk
Notkers Übersetzungstechnik ist nicht einseitig auf das Verständnis des lateinischen Textes ausgerichtet, sondern zielt vielmehr auch auf einen treffenden (althoch)deutschen Ausdruck ab. Dies machte ihn vor allem bei seinen Schülern hochbeliebt. Notker hat de facto eine neue Wissenschaftssprache und eine mit künstlerischem Feingefühl durchsetzte deutsche Literatursprache geschaffen. Er verfasste unter anderem auch eine musiktheoretische Abhandlung.
Beeindruckend ist auch das graphematische System, das er für seine alemannische Muttersprache mitgeschaffen hat. Hierzu äussert sich Notker in einem Brief an Bischof Hugo von Sitten folgendermassen: «Man müsse wissen, daß die deutschen Wörter nicht ohne Akzent – Akut und Zirkumflex – geschrieben werden dürfen mit Ausnahme der Artikel, die allein ohne Akzent ausgesprochen würden.»

## Notkers Anlautgesetz
Notker war ein feiner Beobachter seiner alemannischen Sprache, was sich in seinen Werken auch in der Schreibung der Plosive niederschlug: Im Wortanlaut wechseln in seinem Schreibsystem b und p, d (soweit < germ. þ, nicht < t) und t sowie g und k je nach Auslaut des vorangehenden Wortes. Die stimmlosen Konsonanten p, t, k stehen erstens am Anfang eines Satzes oder Satzteils und zweitens innerhalb eines Satzes, wenn das unmittelbar vorausgehende Wort auf einen stimmlosen Konsonanten endet (bei Notker p, t, k; pf, z, ch; b, d, g; f, h, s). Dagegen stehen die Konsonanten b, d, g im Anlaut, wenn das unmittelbar vorausgehende Wort auf einen Vokal oder einen stimmhaften Konsonanten endet (bei Notker l, r, m, n). Das Anlautgesetz gilt auch für das Grundwort eines Kompositums.
Beispiele:
- demo golde, aber des koldes (‚dem Golde‘, ‚des Goldes‘)
- fiurgot, aber erdcot (‚Feuergott‘ ‚Erdgott‘)

Diese Regularität gilt auch in den modernen schweizerdeutschen Mundarten; siehe Heuslersches Gesetz.

## Fussnoten
1. ↑   Abschnitt sowie die Übersetzung des Notker-Zitates nach: Dieter Kartschoke (siehe Literatur)
2. ↑  Wilhelm Braune: Althochdeutsche Grammatik. I. Laut- und Formenlehre (= Sammlung kurzer Grammatiken germanischer Dialekte. A. Hauptreihe. Bd. 5.1). 16., Auflage, neu bearbeitet von Frank Heidermanns. Walter de Gruyter, Berlin/Boston 2018, S. 145 f.
3. ↑  Stefanie Stricker: Notkers Anlautgesetz. In: Metzler Lexikon Sprache. Hrsg. von Hans Glück. Metzler, Stuttgart/Weimar 1993, S. 429.

| Personendaten    | Personendaten                                                                     |
| ---------------- | --------------------------------------------------------------------------------- |
| NAME             | Notker III.                                                                       |
| ALTERNATIVNAMEN  | Notker Labeo; Notker Teutonicus; Notker der Deutsche                              |
| KURZBESCHREIBUNG | Leiter der Klosterschule in St. Gallen; Übersetzer antiker lateinischer Literatur |
| GEBURTSDATUM     | um 950                                                                            |
| GEBURTSORT       | Thurgau                                                                           |
| STERBEDATUM      | 28. Juni 1022                                                                     |
| STERBEORT        | Fürstabtei St. Gallen                                                             |